# Estée Lauder
Estée Lauder (hebrejsky: אסתי לאודר, narozena 1. července 1906 Queens, New York – 24. dubna 2004 Manhattan, New York) byla americká zakladatelka kosmetické společnosti Estée Lauder.

## Biografie

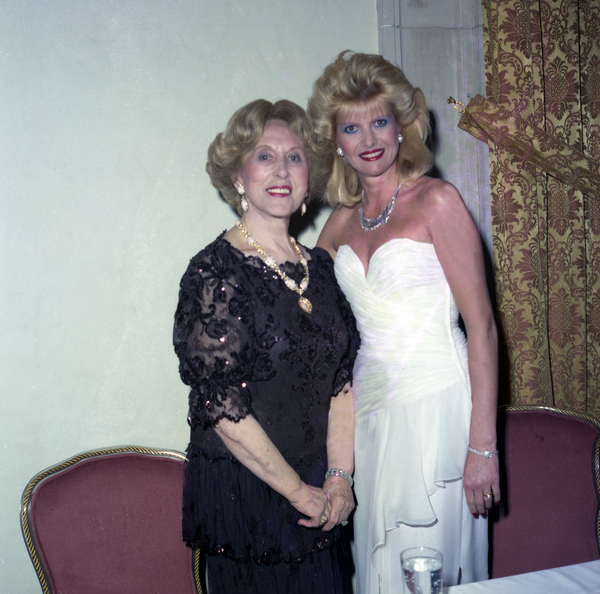
Estée Lauderová s Ivanou Trumpovou (1986)

Narodila se jako Josephine Esther Mentzer v newyorské čtvrti Queens roku 1908 jako dcera maďarské matky Rose a českého otce Maxe Mentzera. Byla jedinou ženou, kterou časopis Time v roce 1998 vybral mezi 20 nejvlivnějších obchodních géniů 20. století. Byla držitelkou americké Prezidentské medaile svobody.
V roce 1930 se provdala za Josepha Laudera, se kterým měla dva syny. O devět let později se s manželem v roce 1939 rozvedla, aby se za něj v roce 1942 opět provdala. Společně žili až do jeho smrti v roce 1982. Rodina Lauderů si své příjmení změnila ve 30. letech 20. století. Kosmetická společnost Estée Lauder byla založena v roce 1935. Její starší syn, Leonard Lauder, byl výkonným ředitelem společnosti a později předsedou představenstva. Mladší syn, Ronald Lauder, je prominentním filantropem[zdroj?], zakladatelem sítě židovských Lauderových škol, developerem a majitelem TV Nova.
Estée Lauder zemřela ve věku 95 let ve své rezidenci na Manhattanu na srdeční příhodu.